# قناة الجزيرة الإنجليزية
الجزيرة الإنجليزية قناة إخبارية على مدار اليوم ناطقة بالإنجليزية تعتبر فرعا من شبكة قنوات الجزيرة، تهدف لتغطية الأحداث في الشرق الأوسط والعالم باللغة الأكثر انتشارا حاليا. كان من المقرر ان تبدأ البث في يونيو 2006 لكن البث تأخر حتى 15 نوفمبر 2006. غيرت القناة اسمها من الجزيرة الدولية إلى الجزيرة الإنجليزية قبل يوم واحد من بدء البث.
تعتبر الجزيرة الإنجليزية أول قناة دولية إخبارية ناطقة بالإنجليزية مركزها الرئيسي في الشرق الأوسط وتحاول إيجاد تواصل بين هذه المنطقة وأكثر من مليار ناطق بالإنجليزية حول العالم. تاريخ الجزيرة السابق والتي بدأت البث منذ 1996 والثورة التي أحدثتها في العالم العربي ثم تغطيتها لبعض الحروب والأحداث الساخنة مثل حرب العراق وحرب إفغانستان إضافة لبثها أشرطة لأسامة بن لادن وقصف مكتبيها في بغداد وكابول. وأخيرا وثيقة قصف الجزيرة كل هذا جعل القناة ذات شهرة أختُلف في تقييمها في العالم الغربي فقد اعتبرها البعض قناة إخبارية عربية رائدة في نقل الخبر ومنافسة لقنوات مثل سي إن إن وبي بي سي. لذلك هناك ترقب إعلامي لطبيعة البث وطريقة العمل التي ستقوم بها قناة الجزيرة الإنجليزية.

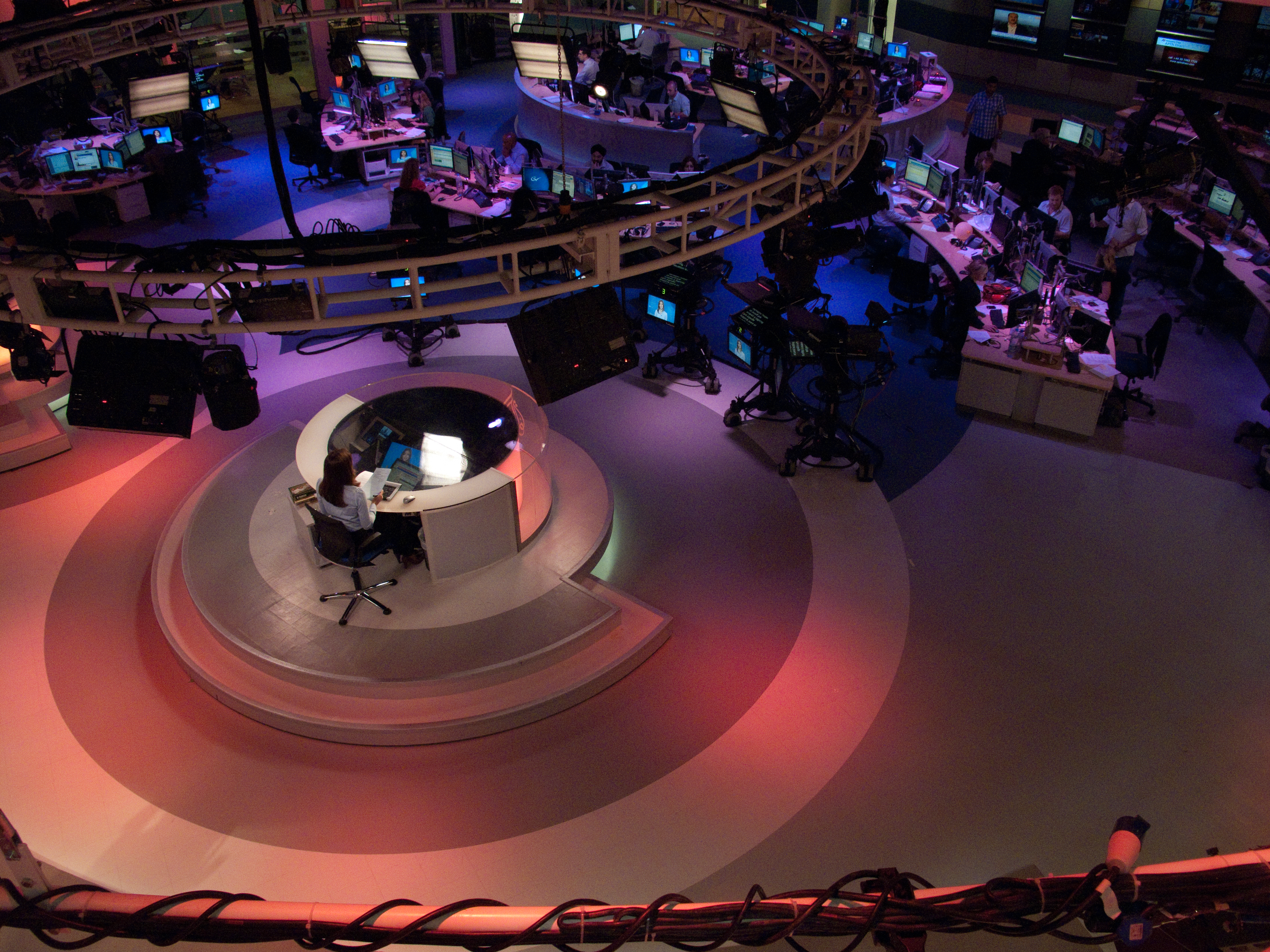
استديو الأخبار بقناة الجزيرة الإنجليزية

تمتلك الجزيرة الإنجليزية أكثر من 18 مكتباً خاصاً بها حول العالم. وتستفيد القناة من مكاتب الجزيرة العربية مما يرفع عدد مكاتبها إلى ستين مكتباً. يتركز بث الجزيرة الإنجليزية على أربعة مكاتب رئيسية تتعاقب في البث على مدار اليوم (بدل الطريقة التقليدية في اعتماد مركز بث وحيد)، المكاتب الأربعة تقع في كوالالامبور، الدوحة، لندن، واشنطن دي.سي.

## الإدارة والتحرير
أما رئيس تحرير موقع اللغة الإنجليزية هو محمد نانابهاي، ورئيس التحرير السابق تم نقله إلى دور جديد للتنمية. أدار ميري مان الموقع منذ عام 2005 وأعاد إطلاق الموقع إلى جانب إطلاق القناة الجديدة في نوفمبر 2010. وهو حل محل عمر بيك الذي كان يدير الموقع بعد رحيل مدير التحرير أليسون بالهاري. الذي شغله في السابق جوان تاكر وأحمد الشيخ.

## أهم الوجوه الإعلامية
- سير ديفيد فروست
- ريز خان (مذيع سابق في سي.إن.إن وبي.بي.سي)
- أماندا بالمير
- دايف ماراش
- راجح عمر
- سامي زيدان الحمدى
- ريتشارد جيزبيرت

## أهم البرامج
- People and Power (الناس والسُلطة)
- Inside Iraq (داخل العراق)
- Witness (الشاهد) وثائقيات قصيرة عن اشخاص حول العالم
- One on One (واحد على واحد)
- Everywoman (كل امرأة)
- Riz Khan (ريز خان)
- 48
- Frost over the World (فروست حول العالم)
- The Fabulous Picture Show (عرض الصورة الرئع)
- Listening Post برنامج نقدي عن الاعلام والصحافة تقديم ريتشارد جيزبيرت

## أقمار البث
البث التجريبي انطلق منذ مارس 2006 على الأقمار التالية :
- هوت بيرد
- SES Astra
- Astra 1E
- هيسباسات
- Eurobird 1
- تيلينور
- Thor, Türksat و Eurobird 2.

## وصلات خارجية
- الجزيرة الإنجليزية
- الجزيرة نت